# مرفق طبي

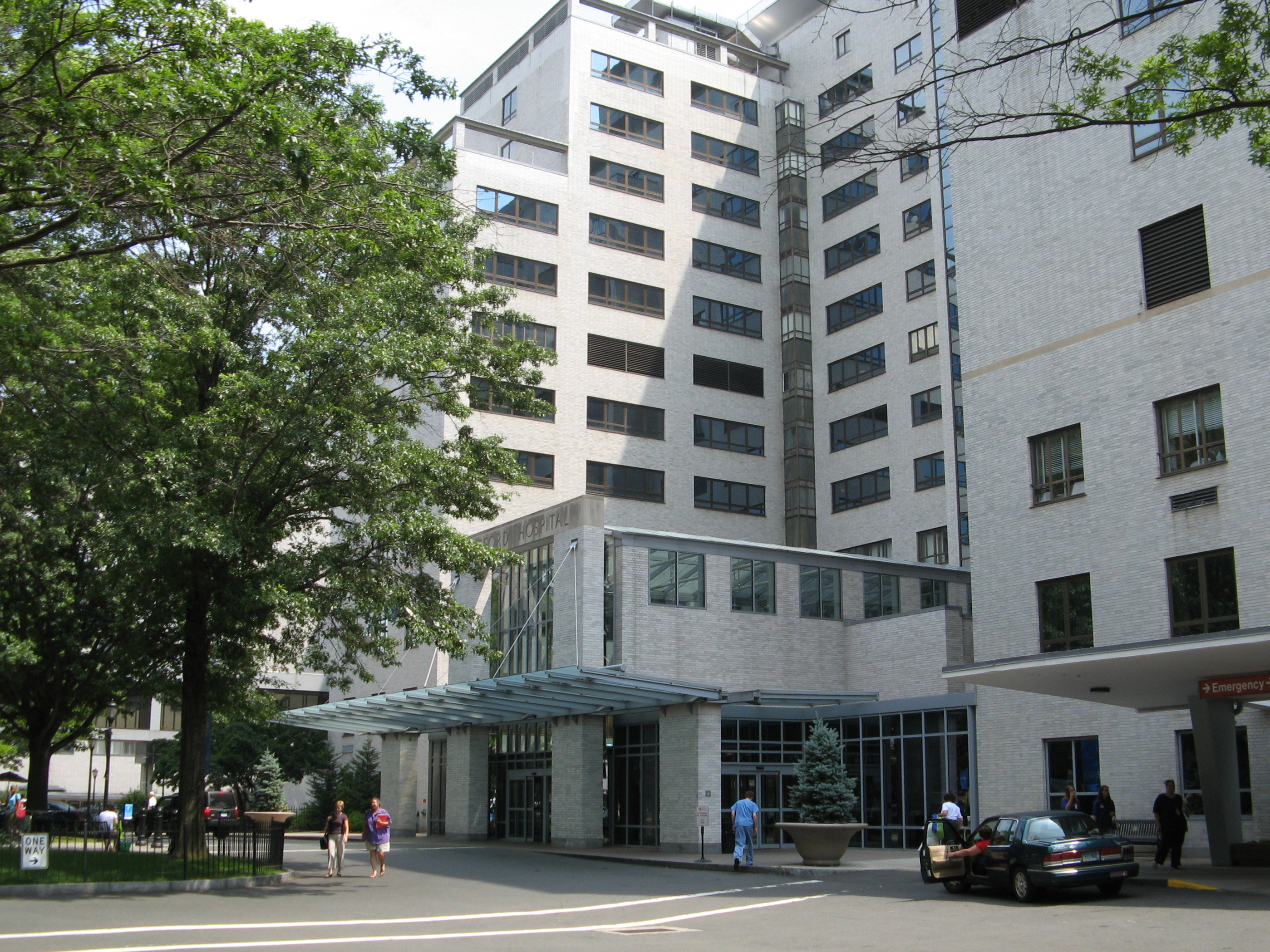
مستشفى هارتفورد في هارتفورد، كونيتيكت.. المستشفى هو نوع شائع من المرافق الصحية.

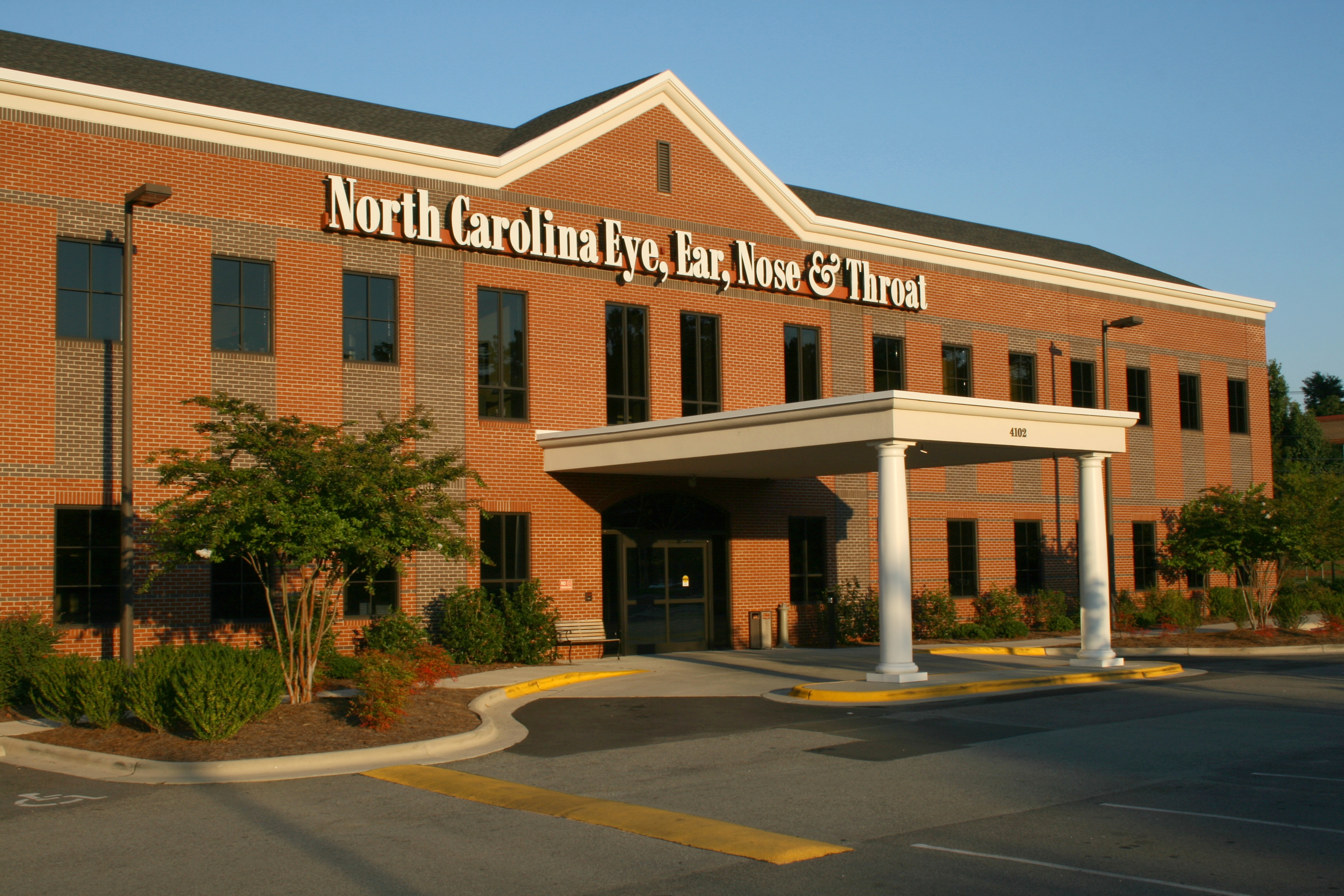
عيادة العين والأذن والأنف والحنجرة في دورهام بولاية نورث كارولينا، توضح منشأة أصغر مشتركة.

مرفق صحي أو منشأة صحية (health facility) ، بشكل عام، أي مكان يتم فيه توفير الرعاية الصحية. تتراوح المرافق الصحية من العيادات الصغيرة ومكاتب الأطباء إلى مراكز الرعاية العاجلة والمستشفيات الكبيرة مع غرف الطوارئ المعقدة ومراكز الصدمات. إن عدد ونوعية المرافق الصحية في بلد أو منطقة هو أحد المقاييس الشائعة للازدهار وجودة الحياة في تلك المنطقة. في العديد من البلدان، ينظم قانون الصحة المرافق الصحية إلى حد ما؛ غالبًا ما يكون الترخيص من قبل وكالة تنظيمية مطلوبًا قبل أن يفتح المرفق للعمل. قد تكون المؤسسات الصحية مملوكة ومدارة من قبل شركات تجارية، والمنظمات غير الهادفة للربح ، والحكومات ، وفي بعض الحالات من قبل الأفراد ، بنسب تختلف حسب البلد. انظر أيضًا ورقة المراجعة الأخيرة، التي توفر تصنيفًا شاملاً للمرافق الصحية من منظور تحليل الموقع.

## عبء عمل المرافق الصحية
غالبًا ما يستخدم عبء العمل في المرفق الصحي للإشارة إلى حجمه. المرافق الصحية الكبيرة هي تلك التي لديها عدد أكبر من المرضى.
في أستراليا، يتم استخدام عبء العمل على المرفق الصحي لتحديد مستوى التمويل الحكومي المقدم لهذا المرفق. تقيس الحكومة المنشأة (أو الممارسة الصحية) من حيث مكافئها القياسي للمريض (SWPE). يتم تحديد حساب SWPE عن طريق تحليل المرضى الذين يحضرون هذا المرفق. يأخذ الحساب في الاعتبار نسبة الخدمات الصحية (بالدولار) المقدمة في هذا المرفق نسبة إلى الخدمات الأخرى التي يحضرها كل مريض. ويشمل عامل الترجيح بناءً على التركيبة السكانية لكل مريض لمراعاة المستويات المتنوعة من الخدمات التي يحتاجها المرضى اعتمادًا على جنسهم وأعمارهم. فرضية الترجيح هي أن المرضى يحتاجون إلى مستويات مختلفة من الخدمات الصحية حسب عمرهم وجنسهم. على سبيل المثال، يحتاج المريض الذكر العادي إلى استشارات أقل من نظرائه من كبار السن والرضع. يوضح الجدول عوامل الترجيح المستخدمة في توحيد أعباء العمل.
الجدول: العمر حسب أوزان الجنس لمعيار SWPE
| العمر (سنوات) | ذكر   | أنثى  |
| ------------- | ----- | ----- |
| أقل من 1      | 0.960 | 0.962 |
| 1-4           | 1.189 | 1.112 |
| less than 10  | 0.688 | 0.699 |
| 15-24         | 0.633 | 0.938 |
| 25-44         | 0.729 | 1.012 |
| 45-64         | 0.963 | 1.199 |
| 65-74         | 1.355 | 1.623 |
| 75+           | 1.808 | 2.183 |

## أنواع المرافق الصحية

### مستشفى
المستشفى هو مؤسسة للرعاية الصحية تقدم عادة علاجًا متخصصًا للإقامة الداخلية (أو خلال يوم واحد). تقبل بعض المستشفيات في المقام الأول المرضى الذين يعانون من مرض أو مرض معين، أو يتم حجزهم لتشخيص وعلاج الحالات التي تؤثر على فئة عمرية محددة. البعض الآخر لديه تفويض يتوسع إلى ما وراء تقديم خدمات الرعاية العلاجية والتأهيلية المهيمنة ليشمل الأدوار الترويجية والوقائية والتعليمية كجزء من نهج الرعاية الصحية الأولية. اليوم، يتم تمويل المستشفيات عادة من قبل الدولة والمنظمات الصحية (ربحية أو غير ربحية)، من خلال التأمين الصحي أو من قبل الجمعيات الخيرية والتبرعات. تاريخيا، ومع ذلك، غالبا ما تم تأسيسها وتمويلها من قبل أوامر دينية أو أفراد وقادة خيرية. يتم تشغيل المستشفيات في الوقت الحاضر من قبل أطباء وممرضات وأطباء مساعدين مهنيين، وما إلى ذلك، في حين أن هذا العمل تاريخياً كان يتم عادة من قبل الأوامر الدينية التأسيسية أو من قبل متطوعين.

### مركز الرعاية الصحية
تعمل مراكز الرعاية الصحية، بما في ذلك العيادات ومكاتب الأطباء ومراكز الرعاية العاجلة ومراكز الجراحة الإسعافية، كنقطة اتصال أولى مع أخصائي الصحة وتوفر خدمات العيادات الخارجية والتمريض والأسنان وأنواع أخرى من خدمات الرعاية.

### دور التمريض الطبية
دور التمريض الطبية، بما في ذلك مراكز الإقامة العلاجية ومرافق رعاية المسنين، هي مؤسسات رعاية صحية لديها مرافق إقامة تشارك في تقديم علاج طبي قصير أو طويل الأجل من طبيعة عامة أو متخصصة لا تقوم به المستشفيات للمرضى الداخليين مع أي من مجموعة متنوعة من الحالات الطبية.

### الصيدليات ومخازن الأدوية
تشتمل الصيدليات ومخازن الأدوية على مؤسسات تعمل في تجارة الأدوية والعقاقير التي لا تتطلب وصفة طبية وأنواع أخرى من السلع الطبية وجراحة العظام. قد تتمركز الصيدليات الخاضعة للرقابة في مستشفى أو عيادة أو قد يتم تشغيلها بشكل خاص، وعادةً ما يعمل بها الصيادلة وفنيو الصيدلة ومساعدي الصيدلة.